# Cespitularia hypotentaculata
Cespitularia hypotentaculata is een zachte koraalsoort uit de familie Xeniidae. De koraalsoort komt uit het geslacht Cespitularia. Cespitularia hypotentaculata werd in 1933 voor het eerst wetenschappelijk beschreven door Roxas. 